# Siphimedia bifasciata
Siphimedia bifasciata är en stekelart som beskrevs av Cameron 1902. Siphimedia bifasciata ingår i släktet Siphimedia och familjen brokparasitsteklar. Inga underarter finns listade i Catalogue of Life.